# Berek Joselewicz
Berek Joselewicz (în limba idiș: בערעק יאסעלעוויטש, numele ebraic: Dov Ben Yosef sau ebraic-idiș:  דב בער בן יוסף - Dov Ber ben Yosef, n. 17 septembrie1764 Kretinga - mai 1809 lângă Kock) a fost un ofițer evreu polonez, luptător pentru libertatea Poloniei în cadrul oștirii revoluționare a lui Tadeusz Kościuszko și în timpul războaielor napoleoniene în estul Europei. A stat în fruntea unei unități militare formată din evrei.

## Biografie
Dov Ber sau Berek Joselewicz s-a născut în anul 1764 într-o familie de evrei în orășelul Kretinga din districtul Kowno (Kaunas) din Lituania, pe atunci în voievodatul Troki din Uniunea statală polono-lituaniană. Kretinga se afla la 12 km est de portul Palanga și la 25 km de Klaipeda. În 1771 trăiau în acest târg 14 familii de evrei.Berek a primit în copilărie o educație elementară tradiționala iudaică.
Când a crescut a devenit comerciant și a condus afacerile comerciale ale prințului Ignacy Massalski, magnat și episcop al Vilnei. În cursul acestei activități Joselewicz a vizitat Franța și a fost martor la schimbările din perioada Revoluției Franceze care au dus și la emanciparea evreilor francezi. Întors în Polonia, el a trăit un timp la Wilno (Vilnius), iar apoi, s-a stabilit în cartierul Praga din Varșovia.   

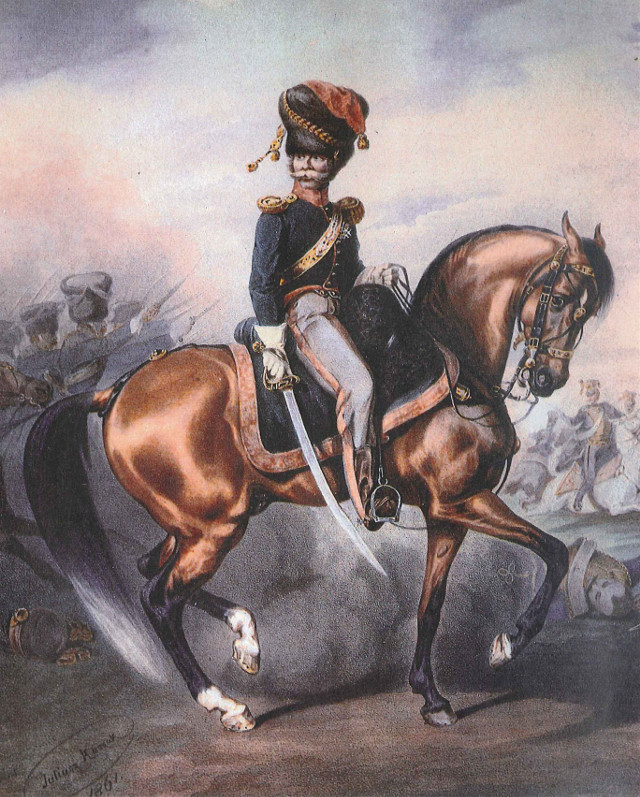
Berek Joselewicz în uniformă de cavaler al Ducatului Varșoviei, pictură de Juliusz Kossak

 și a fost furnizor de mărfuri și cai pentru armata poloneză. 
În anul 1793  a avut loc ultima împărțire a Poloniei și Lituaniei între puterile vecine - Prusia, Rusia și Imperiul Habsburgic (Austriac), după ce a pierdut „Războiul pentru apărarea constituției” .
În vremea insurectiei poloneze care a izbucnit în 1794 s-a adresat neguțătorii evrei Berek Joselewicz și Jozef Aharonowicz  către conducătorul răscoalei, Tadeusz Kościuszko, cu rugămintea de a înființa un regiment de cavalerie ușoară alcătuit din evrei, care să lupte contra armatei țariste ruse în cadrul oștirii răsculaților polonezi. Cererea le-a fost aprobată. În regimentul creat s-au înrolat cincisute de evrei iar Joselewicz a fost pus in fruntea lui, primind gradul de colonel. La 4 noiembrie 1794 regimentul evreiesc a participat la apărarea cartierului Praga al Varșoviei și a suferit pierderi grele. În fruntea oștirii ruse a stat generalul Aleksandr Suvorov. Răscoala poloneză a fost înăbușită în sânge. Regimentul lui Joselewicz care s-a baricadat în vechiul cimitir evreiesc din cartierul Praga a fost lichidat. Joselewicz a izbutit să fugă și a căzut prizonier la austrieci.
Eliberat, a trecut din Galiția în Italia. Acolo s-a înrolat în legiunile poloneze ale generalului Jan Henryk Dąbrowski în cadrul armatei lui Napoleon I
Joselewicz a luat parte la mai multe bătălii, între care și cele de la Austerlitz și Friedland și a fost decorat cu Legiunea de onoare și cu Crucea de aur a Poloniei și ordinul polonez Virtuti militari.   
Din anul 1807 a revenit la luptele pe teritoriul Poloniei.  La 5 mai 1809 în cadrul unui escadron militar al Ducatului Varșoviei, Berek Joselewicz a căzut într-o luptă cu husari austrieci lângă Kock, în provincia Szedlec . A fost înmormântat în aceeaș zi. 
La înmormântare a rostit cuvinte de doliu prințul Stanisław Kostka Potocki:
„Ai fost cel dintâi care a dat o pildă a renașterii eroismului poporului tău și ai înviat prin tine figura  vitejilor pe care i-au plâns în vechime fiicele Sionului”
Văduva și fiul său au primit o pensie până în anul 1831.
Fiul său, Jozef Berkowicz, s-a distins și el ca militar, a servit alături de tatăl său în luptele de dupa înfrângerea lui Kosciuszko și a primit de două ori medalii pentru bravură în luptele lui Napoleon contra Rusiei.
 
În revolta poloneză din 1830 (Revoluția cadeților) Jozef Berkowicz a recrutat iarăși o unitate de voluntari evrei cu care a participat la luptele cu armata țaristă. 

## In memoriam
- În limba polonă s-a încetățenit expresia „Ca Berek la Kock” pentru a desemna o situație fără ieșire
- Amintirea lui Berek Joselewicz s-a păstrat și în cântece soldățești poloneze.
- La Insurecția poloneză din Ianuarie în anul 1863 a participat de asemenea un detașament evreiesc care a purtat numele lui Berek Joselewicz.
- Străzi în orașe poloneze, precum Varșovia (în cartierul Praga), Kock, Będzin, Ozorkow, Częstochowa, Lubartów, Lesko, Tarnów , Tomaszów Mazowiecki,Przemyśl,Szczecin Oświęcim, Kutno etc poartă în Polonia contemporană numele lui Berek Josefowicz
- În anul 2009 cu ocazia bicentenarului morții sale, Muzeul de istorie a evreilor din Polonia de la Varșovia a organizat un simpozion pe tema „Berek Joselewicz, luptător pentru libertate”

În acelaș an, cu ocazia Anului Poloniei în Israel, poșta israeliană și cea poloneză au emis un timbru poștal festiv cu imaginea lui Berek Joselewicz.